# Rafael Duran i Domenge
Rafael Duran i Domenge (Sant Llorenç des Cardassar, 1963) és un director teatral mallorquí. És autor de Zòmit (1988), Assaig d'Hac (1990), L'alfabet de l'aigua (1996) i Peep Show Verona (1999).

## Obres dirigides
- 1993: La nit just abans dels boscos de Bernard-Marie Koltès (premi de la Crítica de Barcelona)
- 1994: El joc de l'impudor d'Hervé Guibert
- 1996: Abans de la jubilació de Thomas Bernhard
- 1998: Perifèria Koltès de Bernard-Marie Koltès (premi Serra d'Or 1999)
- 2001: Una vida al teatre de David Mamet
- 2001: La dama enamorada Joan Puig i Ferreter
- 2002: L'enfonsament del Titanic de Hans Magnus Enzensberger
- 2003: Àrea privada de caça d'Enric Nolla
- 2003: El cafè de la Marina de Josep Maria de Sagarra
- 2004: Temptació de Carles Batlle
- 2004 Casa de nines de Henrik Ibsen[1]
- 2009: Mort de Dama[2]
- 2011: Acorar
- 2012: El mercader de Venècia[3]
- 2013: El Rei Herodes[4]
- 2013: La Tabernera del Puerto[5]
- 2015: Un cel de plom[6]
- 2021: Galatea, al Teatre Nacional de Catalunya[7][8][9]